# Nagłowice (gemeente)

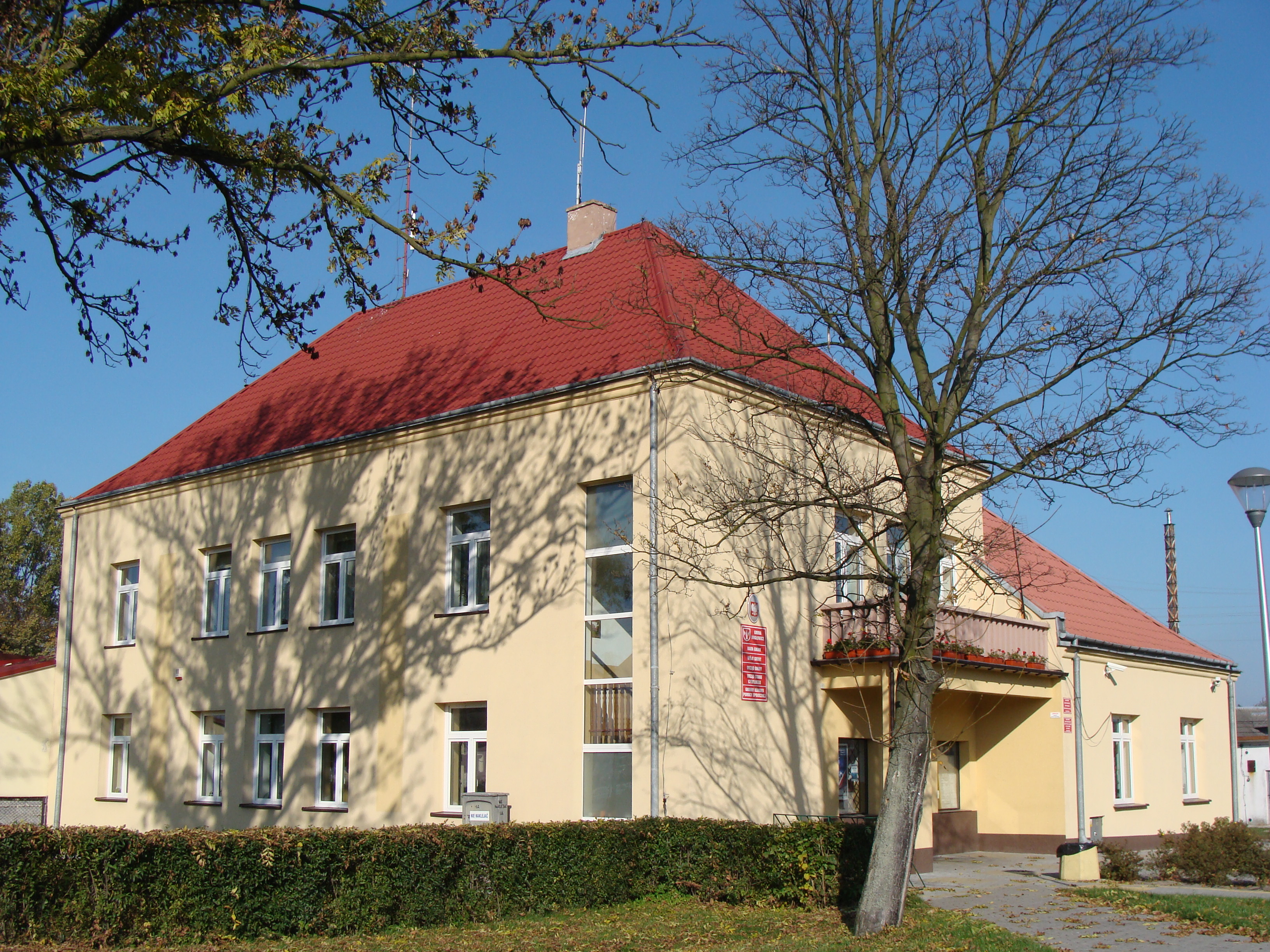
Gemeentehuis

De gemeente Nagłowice is een landgemeente in het Poolse woiwodschap Święty Krzyż, in powiat Jędrzejowski.
De zetel van de gemeente is in Nagłowice.
Op 30 juni 2004 telde de gemeente 5324 inwoners.

## Oppervlakte gegevens
In 2002 bedroeg de totale oppervlakte van gemeente Nagłowice 117,3 km², waarvan:
- agrarisch gebied: 69%
- bossen: 23%

De gemeente beslaat 9,33% van de totale oppervlakte van de powiat.

## Demografie
Stand op 30 juni 2004:
| Omschrijving                   | Totaal | Totaal | Vrouwen | Vrouwen | Mannen | Mannen |
| ------------------------------ | ------ | ------ | ------- | ------- | ------ | ------ |
| eenheid                        | aantal | %      | aantal  | %       | aantal | %      |
| inwoners                       | 5324   | 100    | 2663    | 50      | 2661   | 50     |
| bevolkingsdichtheid (inw./km²) | 45,4   | 45,4   | 22,7    | 22,7    | 22,7   | 22,7   |

In 2002 bedroeg het gemiddelde inkomen per inwoner 1186,71 zł.

## Aangrenzende gemeenten
Jędrzejów, Moskorzew, Oksa, Radków, Sędziszów, Słupia